# カンピオナート・ブラジレイロ
カンピオナート・ブラジレイロ（Campeonato Brasileiro）は、ブラジル国内の全国選手権にあたるサッカーリーグ。ブラジルサッカー連盟（CBF）によって運営される。日本語では、しばしばブラジル全国選手権として表記されてきた。
現在ではCBFによって、後述するタッサ・ブラジル（Taça Brasil）、トルネイオ・ホベルト・ゴメス・ペドローザの両大会も含めてカンピオナート・ブラジレイロとされている。
なお、ブラジル国内では、ブラジレイロの愛情のこもった言い方、ブラジレイロン（Brasileirão）、もしくは、カンピオナート・ブラジレイロ（Campeonato Brasileiro）と呼ぶのが一般的。しかし、文脈の中で理解できれば、ブラジレイロ（ブラジル人と同義語）と呼ぶことも何ら問題はない。

## リーグ史
1960年に「リベルタドーレスカップ」が南米サッカー連盟主催により、同連盟加盟10カ国のリーグ優勝チームを初めとした上位クラブで争われることが決まり、それのブラジル代表決定戦として1959年に、各州ごとに行われるリーグ戦の上位チームを対象とした「タッサ・ブラジル（Taça Brasil）」というブラジルチャンピオンを決定するカップ戦が始まった。これが礎である。
その後1967年に「タッサ・ブラジル」とは別のブラジルチャンピオン決定戦、トルネイオ・ホベルト・ゴメス・ペドローザが開催される。1968年までは並行開催であったが、1969年からは後者のみとなった。そして1971年に他の南米・ヨーロッパ諸国と同じように、本格的な全国リーグを立ち上げることになり、それらを発展解消して「カンピオナート・ブラジレイロ」が1部・2部の2ディビジョンでスタートを切った。
1972年頃から1980年代はCBFが1部リーグの拡大路線を推進し、1部リーグの参加チームが80を超えるという異例の事態となった（この影響で1973年-1979年は2部リーグが一時休止となった）。これを受けてブラジルの主要13クラブが抗議。1979年には一部クラブが出場を辞退したほか、1987年は主要13クラブによる「コパ・ウニオン」と、CBF主催の「カンピオナート・ブラジレイロ」がそれぞれに16チームずつ参加という形で2リーグに分裂してしまった。この年は結局統一王座決定戦が行われなかったため1部リーグは2チーム優勝という形式となったが、その後CBFと主要13クラブが、チーム数を20前後まで削減することで合意し、以後1部リーグは年度にもよるが20-22チームで争われるようになる。
しかし、1999年の1部リーグにおける降格ルールが複雑であったのと、サンドロ・ヒロシ年齢詐称事件により、SEガマが、このルールによるサンパウロFCの没収試合がなければ2部降格を免れたところを降格が決定してしまったことにより、再びCBFと対立。2000年はCBF主催を断念し、クラブ主導による「コパ・ジョアン・アヴェランジェ」を全国リーグに充てたが、2001年に再び和解し、今日に至る。

## リーグ構成
リーグ構成は4部である。それぞれセリエ（Série）A（アー）、セリエB（ベー）、セリエC（セー）、セリエD（デー）と呼称される。

### セリエA (1部)
1971年より開始。2009年現在、20クラブによるホーム・アンド・アウェー方式2回戦総当たりの全380試合のリーグ戦形式で行われている。
セリエAの優勝から5位までの上位5クラブは、コパ・リベルタドーレスへの出場権を獲得し、6位と7位のクラブは、コパ・リベルタドーレスの予選セカンドステージに進出。8位から13位の6クラブについてはコパ・スダメリカーナに出場する。17位から20位までの下位4クラブがセリエBへと降格する。

### セリエB (2部)
1971年より開始。1973年から1979年の中断の後、1980年に再開。当初は22クラブで構成されていたが、2006年以降はセリエAと同じく20クラブでのホームアンドアウェー方式のリーグ戦形式に変更された。
上位4クラブ（1位～4位）がセリエA昇格、下位4クラブ（17位～20位）がセリエC降格となっている。
2023年現在、シボレーが協賛しており、「ブラジレイロン・シボレー」と命名されている。

### セリエC (3部)
1981年より開始。当初は64クラブにより構成されていた。2009年以来、現在まで20クラブが参加。
2022年シーズンでは以下のように行われている。
まず、ファーストステージでは、1回戦総当たりで対戦し、上位8クラブがセカンドステージに進む。セカンドステージでは、4チームずつ、2つのグループに分かれ、それぞれ2回戦総当たりで対戦し、両グループの首位と2位がセリエBに昇格する。そして、両グループの首位クラブ同士がホームアンドアウェー方式のファイナルを戦い、優勝を決める。なお、ファーストステージ終了時点で下位4クラブがセリエDに降格する。

### セリエD (4部)
2009年シーズンより開催されている、最も新しいリーグ。2020年シーズンでは、64クラブで構成されている。
参加クラブは前年のセリエCから降格した4クラブに加え、各州のリーグにおいてセリエC以上のカンピオナート・ブラジレイロ（全国規模のリーグ）に参加しているクラブを除いた、上位56クラブ（そのうち、6クラブは各州のカップ戦の優勝により参加を決定）、そして、8クラブが参加する、プレ・セリエDを勝ち抜いた4クラブの、計64クラブ。
第1ステージでは64クラブを8クラブ×8組に分けて2回戦総当たりでリーグ戦を行い、各グループの上位4クラブ（計32クラブ）が、ホーム・アンド・アウェー形式で行われる決勝トーナメントに進出する。
第2ステージはトーナメント戦で行って順位を決定する。そのうち、準決勝に駒を進めた4クラブは自動的に次年度のセリエCへの昇格が決定する。